# FN:s förvaltarskapsområden
FN:s förvaltarskapsområden kallades territorier som före år 1945 var mandatområden under Nationernas förbund eller som hade avskilts från axelmakterna efter andra världskrigets slut. Grunden till omvandlandet av NF-mandaten under det nybildade Förenta nationerna fastslogs i FN-stadgans kapitel XII. Syftet med förvaltarskapet var att förbereda områdena för framtida självständighet och avkolonisering. Ansvaret för detta låg hos FN:s förvaltarskapsråd men den egentliga administrationen av förvaltade territorier låg, likt hos de gamla NF-mandaten, hos kolonialmakterna.
Det enda NF-mandatet som inte omvandlades till förvaltarskapsområde var Sydvästafrika där mandatärmakten Sydafrika vägrade gå med på att förbereda territoriet för demokrati och självständighet. Internationella domstolen i Haag meddelade 1950 att Sydafrika inte var tvunget att omvandla sitt NF-mandat men att FN:s generalförsamling övertog Nationernas förbunds rätt att övervaka att mandatet fullföljdes. År 1966 antog Generalförsamlingen en resolution som formellt avslutade NF-mandatet för Sydvästafrika.

## Lista över förvaltarskapsområden

### Afrika
- Förvaltarskapsområdet Kamerun under brittisk administration
- Förvaltarskapsområdet Kamerun under fransk administration
- Förvaltarskapsområdet Togoland under brittisk administration
- Förvaltarskapsområdet Togoland under fransk administration
- Förvaltarskapsområdet Ruanda-Urundi
- Förvaltarskapsområdet Tanganyika
- Förvaltarskapsområdet Somaliland under italiensk administration

### Oceanien
- Förvaltarskapsområdet Nya Guinea
- Förvaltarskapsområdet Västra Samoa
- Förvaltarskapsområdet Nauru
- Förvaltarskapsområdet Stillahavsöarna